# Botxí ibèric
El botxí ibèric, botxí meridional, garsa groguera
 gaig botxí, margassó, tuït o capsigrany reial a les Balears (Lanius meridionalis) és un ocell passeriforme de la família Laniidae. És una espècie molt propera al botxí septentrional, Lanius excubitor, amb la que abans es considerava que era una única espècie però actualment es consideren espècies separades i no s'hibriden entre elles. El botxí meridional menja grans insectes, ocells petits, rosegadors i llangardaixos. La subespècie L. meridionalis meridionalis és resident al sud d'Europa i nord d'Àfrica, és lleugerament més menuda i fosca i prefereix els camps oberts. La subespècie L. meridionalis pallidirostis cria a l'Àsia central i hiverna en els tròpics.